# ولز فارجو سنتر (فيلادلفيا)
ولز فارجو سنتر هي صالة متعددة الأستخدامات تقع في فيلادلفيا، بنسيلفانيا. هي الملعب الرئيسي لنادي فيلادلفيا فلايرز وفيلادلفيا سفنتي سيكسرز. تم افتتاح الصالة في 13 أغسطس 1996.